# Thierno Youm
Thierno Youm (Rufisque, Senegal francés, 17 de abril de 1960) es un exfutbolista de Senegal que jugaba en la posición de delantero.

## Carrera

### Club
| Periodo   | Club              |
| --------- | ----------------- |
| 1980-1984 | ASC Diaraf        |
| 1984–1987 | Laval             |
| 1987–1992 | FC Nantes         |
| 1992–1993 | Espérance ST      |
| 1994–1995 | Olympique Avignon |

### Selección nacional
Jugó para Senegal en ocho ocasiones de 1986 a 1992 y anotó tres goles; participó en dos ediciones de la Copa Africana de Naciones.

## Logros
- Liga senegalesa de fútbol (1): 1982
- Copa senegalesa de fútbol (2): 1982, 1983
- Copa de Túnez (1): 1993